# 咸宁站
咸宁站位于中国湖北省咸宁市咸安区永安街道，有有京广铁路经过，于1915年6月启用。车站为武汉铁路局武昌车务段管辖的二等站，办理客货运业务。

## 历史

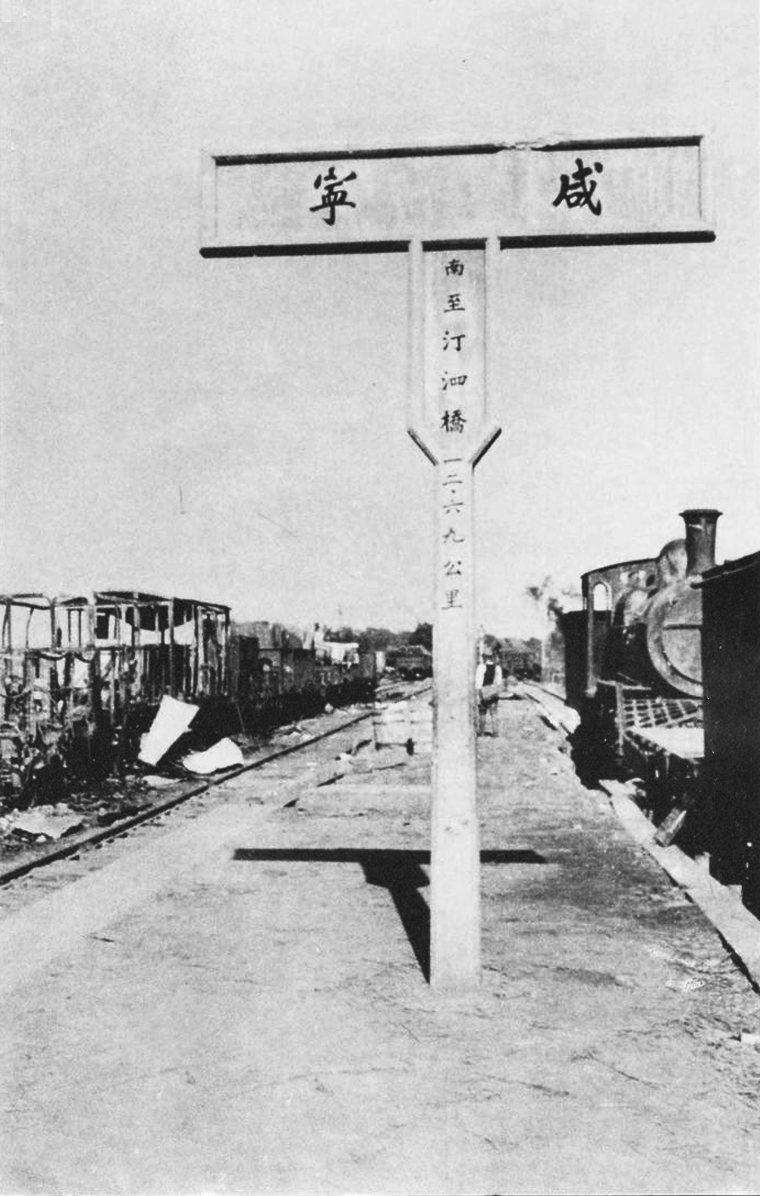
抗日战争期间的老咸宁站

原粤汉铁路咸宁段始建于1913年，1916年在咸宁老县城西北侧建咸宁站，1917年全境通车。当时车站设有3条股道，站台长140米，站房面积620平方米。1943年日占军当局曾修建本站通往被服厂的长1.5千米专用线一条，1944年被服厂停办后被拆除:287,295。
1969年京广铁路复线工程在咸宁城关镇东红旗路新建车站，于8月20日投入使用。1977年曾计划修建车站至湖北煤矿机械厂的专用线并扩建站场，1980年因投资协商不成而搁置。至1984年，车站设有正线2条、到发线3条、站台2座，站房候车室面积380平方米:287,295。
作为京广铁路武广段电气化工程的一部分，车站于1978年开始东扩工程，工程包括站台东扩并在新站场东侧重建站房。1998年7月扩建工程拆迁工作启动，2001年10月主站房奠基，2002年10月主站房封顶完工，并于2004年9月28日启用，车站同时升级为二等站。
2015年车站对进站口进行改造，以提高实行实名制乘车后旅客进站通过率。
在湖北省2019冠状病毒病疫情事件中，车站于2020年1月24日20:00起关闭客运业务，3月25日恢复。
咸宁站原由咸宁车务段管辖。2004年11月因咸宁车务段合并至鄂州车务段改由鄂州车务段管辖，2006年3月后又改由武昌东车务段管辖。2018年5月16日武汉局集团生产力布局调整后改由武昌车站管辖，2020年5月后又改由新成立的武昌车务段管辖至今。

## 车站设施
咸宁站站房于2004年投入使用，正立面高40米、高17.1米，面积4866平方米。站房内共有2层，设4个大候车厅，1个软席候车室和一个贵宾候车室，同时可容纳8000人候车。
车站货场位于站房东北侧货场路，内设3条货物线，并设有通往中石化咸宁石油分公司的专用线。

### 站场

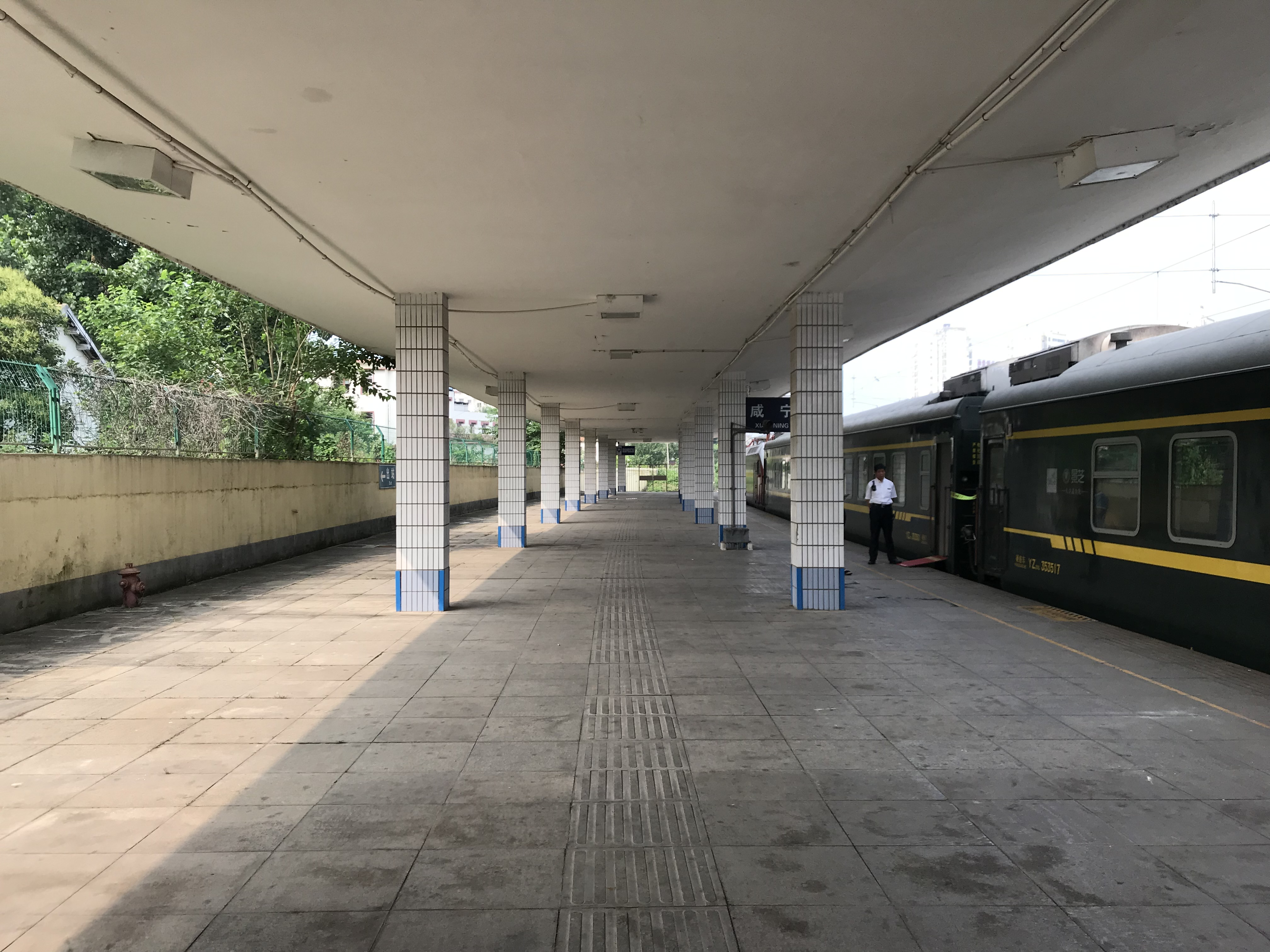
咸宁站1站台

咸宁站建有候车站台3座，共有11条股道。其中正线2条、到发线4条、货物线3条、牵出线1条。各站台间通过一座天桥和一座地道连接。
| 侧式站台 |                                   |
| 3站台    | 京广铁路 往北京西方向（横沟桥站） |
| 通过线   | 京广铁路上行列车通过线            |
| 通过线   | 京广铁路下行列车通过线            |
| 岛式站台 |                                   |
| 2站台    | 京广铁路往广州方向（官塘驿站）    |
| 侧线     | 京广铁路列车                      |
| 1站台    | 京广铁路 往广州方向（官塘驿站）   |
| 侧式站台 |                                   |
| 站房     | 售票处、候车厅、进出站            |

## 使用情况
咸宁站是京广铁路车站。日均办理旅客列车约30列，主要为广州到发及京广铁路的各类旅客列车。每年旅客到发約70万人次。